# Le Petit-Quevilly
Le Petit-Quevilly ist eine französische Stadt mit 21.935 Einwohnern (Stand 1. Januar 2022) im Département Seine-Maritime in der Region Normandie. Sie ist Hauptort des gleichnamigen Kantons, und liegt am linken Ufer der Seine, an der südwestlichen Stadtgrenze von Rouen, mit dem es innerhalb der Métropole Rouen Normandie vollständig zusammengewachsen ist.

## Sehenswürdigkeiten
Im Ort, der im 10. Jahrhundert gegründet wurde, befinden sich die Kapelle Saint-Julien (1150) und der Parc du Rouvray.

## Wirtschaft
Seit dem 19. Jahrhundert gab es eine industrielle Entwicklung in der Stadt. Die Spinnerei La Foudre bestand von 1809 bis 2001. Ein weiterer größerer Arbeitgeber war die Lozai-Werft.

## Gemeindepartnerschaften
- Premnitz, Deutschland (seit 1967)
- Santa Marinha, Portugal (seit 1996)[1]

## Sport
Lokaler Fußballverein ist die US Quevilly.

## Söhne und Töchter
- Franck Dubosc (* 1963), Schauspieler und Komiker
- Patrick Pouyanné (* 1963), Manager
- Nathalie Simon (* 1962), Leichtathletin
- Emmanuel Tois (* 1965), römisch-katholischer Geistlicher, Weihbischof in Paris
- Jean Trévoux (1905–1981), Autorennfahrer